# Пут у средиште Земље (филм из 2008)
Пут у средиште Земље (енгл. Journey to the Center of the Earth) амерички је акциони и авантуристички филм из 2008. године. Режију потписује Ерик Бревиг, по истоименом роману Жила Верна. Главне улоге тумаче Брендан Фрејзер, Џош Хачерсон, Анита Брим и Сет Мајерс.
Приказан је 11. јула 2008. године у Сједињеним Америчким Државама, односно 3. септембра у Србији. Добио је помешане рецензије критичара и зарадио преко 244 милиона долара широм света. Наставак, Путовање 2: Тајанствено острво, приказан је 2012. године.

## Радња
Током научне експедиције на Исланду, научник и визионар Тревор Андерсон, његов братанац Шон и њихов водич Хана, неочекивано остају заробљени у пећини из које једини излаз води све дубље и дубље у дубине Земље. Путујући кроз до сада невиђене светове, они се суочавају са натприродним и незамисливим створењима — укључујући биљке људождерке, џинвоску летећу пирану, птице које светле и ужасавајуће диносаурусе из давних времена. Авантуристи ускоро примећују да вулканска активност расте око њих и закључују да морају да нађу пут до земљине површине пре него постане прекасно.

## Улоге
| Глумац               | Улога                 |
| -------------------- | --------------------- |
| Брендан Фрејзер      | Тревор Андерсон       |
| Џош Хачерсон         | Шон Андерсон          |
| Анита Брим           | Хана Асгеирсон        |
| Сет Мајерс           | Алан Киценс           |
| Жан-Мишел Паре       | Максвел Андерсон      |
| Џејн Вилер           | Елизабет Андерсон     |
| Ђанкарло Калтабијано | Леонард               |
| Гарт Гилкер          | Сигурбјерн ААсгеирсон |